# Irkutská přehradní nádrž
Irkutská přehrada (rusky Иркутское водохранилище) je přehradní nádrž v Rusku na jihovýchodní Sibiři nad městem Irkutsk, která reguluje odtok řeky Angary z jezera Bajkal. Má rozlohu 154 km². Je dlouhá 65 km a široká až 4 km u hráze a 0,5 km v nejužším místě poblíž samotného Bajkalu. Manipulací na přehradní hrázi stoupla průměrná dlouhodobá úroveň hladiny Bajkalu o metr. Přehrada má využitelný objem 46,5 mld m³.

## Vodní režim
Nádrž na řece Angara za přehradní hrází Irkutské vodní elektrárny byla naplněna v letech 1956–59. Představuje zatopenou dolinu Angary mezi hrází a odtokem řeky z jezera Bajkal, s množstvím úzkých zálivů. Reguluje dlouhodobé kolísání průtoku.

## Využití
Na břehu leží město Irkutsk a nacházejí se zde rekreační objekty, pionýrské tábory a sportovní chaty.